# Pholcus phungiformes
Pholcus phungiformes är en spindelart som beskrevs av Tatyana I. Oliger 1983. Pholcus phungiformes ingår i släktet Pholcus och familjen dallerspindlar. Inga underarter finns listade i Catalogue of Life.